# Грибусова, Валерия Олеговна
Валерия Олеговна Гри́бусова (бел. Валерыя Грыбусава,  род. 12 февраля 1995, Могилёв, Беларусь) — белорусская певица, музыкант и автор песен. Победительница ряда международных музыкальных конкурсов. Должна была представлять Беларусь в составе дуэта также известная как VAL на «Евровидении-2020» в Роттердаме (Нидерланды).

## Биография
Родилась 12 февраля 1995 года в Могилёве. С 5 до 10 лет занималась в ансамбле народной музыки «Ярыца» (рук. Л. А. Жукова). В 2005 году поступила в УО «Могилевская государственная гимназия-колледж искусств» на отделение «Дирижирование (академический вокал)». 8 лет была солисткой эстрадной студии при МГГКИ (рук. Е. А. Левченко). С 2010—2011 училась в «Студии моды Сергея Нагорного» (рук. Т. С. Полозкова. В 2013 году окончила Могилевскую государственную гимназию-колледж искусств дипломом с отличием. В том же году поступила в Белорусский государственный университет культуры и искусств на факультет музыкального искусства по специальности «Искусство эстрады (пение)». Любимая игра Jackal. С августа 2013 года в качестве солиста была принята на работу в Национальный академический оркестр симфонической и эстрадной музыки Республики Беларусь под управлением Михаила Финберга. В июне 2016 года получила Гранд-премию и звание лауреата специального фонда Президента Республики Беларусь по поддержке талантливой молодёжи.
Проект VAL был основан в начале 2016 года Грибусовой и музыкантом и саунд-продюсером Владиславом Пашкевичем (VP). С середины 2016 проект стала продюсировать команда ToneTwins.
1 мая 2016 года VAL выпустил свой дебютный сингл «Кто ты есть», авторами которого являются Грибусова и Владислав Пашкевич. В сентябре 2016 года состоялся выпуск второго сингла «Ветер во сне». Авторами песни выступили Андрей Катиков и Алексей Гордеев. 1 января 2017 года состоялся релиз дебютного клипа на сингл «Ветер во сне».

## Награды
- Лауреат 1 премии V Международного конкурса вокально-эстрадного творчества «Волшебный мир Кулис» (г. Санкт-Петербург, Россия, 2011).
- Лауреат 2 премии V Телевизионного международного фестиваля — конкурса вокально-хореографического искусства «Ялтинский Берег» (г. Ялта, Украина, 2011).
- Лауреат 1 премии XI Международного фестиваля детского творчества «Золотая пчелка» (г. Климовичи, Беларусь, 2011).
- Обладательница ГРАН-ПРИ Международного фестиваля-конкурса вокального и хореографического искусства «Рождественская звезда» (г. Москва, Россия, 2012).
- Обладательница ГРАН-ПРИ Открытого конкурса детского и юношеского творчества «Новое движение — 2012» (г. Минск, Беларусь, 2012).
- Обладательница ГРАН-ПРИ Международного конкурса-фестиваля «Le ciel de Paris» («Под небом Парижа») (г. Париж, Франция, 2012).
- Обладательница ГРАН-ПРИ Республиканского конкурса юных исполнителей эстрадной песни «Халi — Хало» (г. Новополоцк, Беларусь, 2012).
- Участница полуфинала Народного музыкального проекта «Поющие города» (г. Минск, Беларусь, 2012).
- Обладательница ГРАН-ПРИ Республиканского конкурса молодых исполнителей эстрадной песни XIII Национального фестиваля белорусской песни и поэзии «Молодечно — 2013» (г. Молодечно, Беларусь, 2013).
- Лауреат 1 премии Международного конкурса исполнителей эстрадной песни «Витебск-2015» «Славянский базар 2015» (г. Витебск, Беларусь, 2015).
- Участница шоу Голос краïни 7 Голос страны (Украина) Команда Джамалы Jamala (г. Киев, Украина, 2017).

## Дискография

### Синглы
- Кто ты есть (2016)
- Ветер во сне (2016)
- Последствия (2018)
- Тихая гавань (2019)
- Тихая гавань (2019)
- Da Vidna (2020)
- Частицы счастья (2020)
- Навечна (2020)
- Вольныя Сны feat.NAVIBAND  (2021)
- Пауза (2021)
- Калыханка з месячыкам (2022)

### Мини-альбом
| Название       | Подробности                                                   |
| -------------- | ------------------------------------------------------------- |
| В моей комнате | - Выпущен: 1 мая 2017 - Лейбл: ToneTwins - Формат: CD         |
| Пауза          | - Выпущен: 1 июля 2021 - Лейбл: Goost Music - Формат: Digital |